# Jaime Quiyuch
Jaime Daniel Quiyuch Castañeda (né le 24 avril 1988 à Guatemala) est un athlète guatémaltèque, spécialiste de la marche.
Il participe aux Jeux olympiques sur 50 km marche et aux Championnats du monde sur 20 km,. Il remporte la médaille de bronze lors des Jeux panaméricains de 2011.